# Hypoponera muscicola
Hypoponera muscicola es una especie de hormiga del género Hypoponera, subfamilia Ponerinae.